# 17-я отдельная бригада специального назначения
17-я отдельная бригада специального назначения (сокращённо — 17-я обрспн, укр. 17-та окрема бригада спеціального призначення) — воинское формирование ВС СССР и Вооружённых сил Украины.

## История формирования

### 6-й отдельный морской разведывательный пункт
В октябре 1950 года военным руководством СССР было принято решение о создании разведывательно-диверсионных формирований Главного разведывательного управления, которые должны были действовать в интересах Сухопутных войск ВС СССР. В 1951 году был поднят вопрос о создании таких же разведывательно-диверсионных формирований, которые должны были действовать в интересах Военно-морского флота СССР. Было принято решение о поэтапном создании отдельных морских разведывательных пунктов при каждом из четырёх флотов и при Каспийской военной флотилии. 
23 октября 1953 года, в соответствии с директивой Главного штаба ВМФ СССР от 24 июня 1953 года, был сформирован 6-й отдельный морской разведывательный пункт (6-й омрп) управления разведки Черноморского флота, с дислокацией в городе Севастополь. Созданием части занимался Начальник разведки Черноморского флота генерал-майор Намгаладзе Дмитрий Багратович. Первым командиром части стал капитан 1-го ранга Яковлев Евгений Дмитриевич.
Для пункта постоянной дислокации было выбрано побережье Круглой бухты в Севастополе. Там же в акватории бухты был оборудован полигон для обучения водолазов-разведчиков. 
Для обеспечения боевой и учебной деятельности были выделены следующие средства:
- плавательные средства:

- моторная шхуна;
- подводная лодка класса М-113 «Малютка» (базировалась в Балаклаве).

- водолазное снаряжение:

- аппараты «ИСМ-48»;
- «ВАР»;
- гидрокомбинезоны.

- средства радиосвязи:

- радиостанции «Север», «Бета», передатчик «Тензор»;

- средства РЛС:

- РЛС «Пирамида».

Личный состав 6-го пункта — 73 человека. В штате пункта имелось два отряда водолазов-разведчиков.
Процесс боевой подготовки начался с января 1954 года, а начиная с мая этого же года, подразделения МРП уже принимали участие во флотских учениях. 
С 1955 года с разведчиками начали проводиться тактические занятия в горных и степных районах Крымского полуострова, а также в прибрежных районах у Одессы, Новороссийска, Николаева, Батуми, Поти. В том же году личный состав 6-го пункта приступил к воздушно-десантной подготовке с совершением прыжков с парашютом на сушу и на воду.
В 1957 году командиром части был назначен капитан 2-го ранга Алексеев Иван Онуфриевич, который в годы Великой Отечественной войны неоднократно обеспечивал высадку болгарских добровольцев с подводных лодок. За время его командования на базе МРП проведены экспериментальные испытания подводных средств движения «Тритон» и «Сирена» , а также дыхательного аппарата ИДА-58П. Для обеспечения работы части была выделена подводная лодка М-112.
С декабря 1958 года был установлен новый штат морских разведывательных пунктов. В состав 6-го пункта входили 13 офицеров, 33 старшины и 76 матросов —  всего 122 человека. В составе пункта было два отряда водолазов-разведчиков по 32 человека в каждом и отряд радиотелеграфистов и радиометристов из 26 человек. 
С началом боевых действий предполагалось что все три отряда должны были сводится в два отряда:
- разведывательно-диверсионный, состоящий из 2 групп по 12 человек. В состав каждой группы: 1 офицер, 1 водолаз-разведчик-радиотелеграфист и 10 водолазов-разведчиков;
- разведывательный, состоявший из 10 разведгрупп по 6 человек в каждой. В составе каждой группы: два водолаза-разведчика, два водолаза-разведчика-радиотелеграфиста и 2 водолаза-разведчика-радиометриста.

К 1960 году боевое слаживание и обустройство части было закончено.
В марте 1961 года приказом командующего Черноморским флотом, 6-й пункт был передислоцирован и и размещён на острове Первомайский, в устье Днепро-Бугского лимана, напротив города Очаков Николаевской области. Передислокация позволила проводить регулярную боевую подготовку на полигонах на Тендровской и Кинбурнской косе. Начиная с 1967 года личный состав части начал вести постоянное боевое дежурство на кораблях 5-й оперативной эскадры Черноморского флота в Средиземном море.

### 17-я отдельная бригада специального назначения
15 августа 1968 году 6-й отдельный морской разведывательный пункт был переформирован в 17-ю отдельную бригаду специального назначения (17-я обрспн). Командиром бригады был назначен капитан 1-го ранга Алексеев Иван. 
В 1970-х годах личный состав бригады привлекался к учениям «Весна-72», «Запад-73», «Крым-76», «Берег-77».
Кроме учений Черноморского флота, разведывательные группы части принимали также участие в учениях Северного флота. В этот же период в программу боевой подготовки части включена языковая подготовка (основная специализация — турецкий язык ). 
В апреле 1974 года личный состав бригады впервые десантировался в водолазном снаряжении с самолета Ан-12, а в 1975-м — впервые совершил выход из подводной лодки на носителе «Сирена-У» через торпедный аппарат на ходу.
На 1 января 1980 года личный состав 17-й бригады составлял 148 человек.
В 1980-х годах в 17-й бригаде, впервые среди воинских формирований Спецназа ВМФ СССР, было освоено парашютное десантирование на поверхность моря со сверхмалых высот — от 80 до 50 метров. Также на базе 17-й бригады происходила водолазная подготовка сотрудников отряда спецназа КГБ «Вымпел».
В сентябре 1986 года водолазы 17-й бригады принимали участие в поисково-спасательной операции после катастрофы пассажирского парохода «Адмирал Нахимов».
В октябре 1987 года малый разведывательный корабль проекта 1824Б (тип «Угломер») Переяслав,  с комплексом специального вооружения со средствами скрытого вывода и приёма водолазов-разведчиков и доставки подводных средств движения. перешел в военный порт города Очаков, где был подчинен 17-й отдельной бригаде специального назначения Черноморского флота.

### 1464-й морской разведывательный пункт
1 января 1990 года 17-я бригада специального назначения была переформирована в 1464-й отдельный морской разведывательный пункт. 
При последовавшем распаде СССР и разделе Вооружённых сил СССР, личный состав 1464-го пункта 9 апреля 1992 года принял присягу на верность Украине и отошёл в ряды Вооружённых сил Украины. 
В последующем на базе 1464-го отдельного морского разведывательного пункта был создан 73-й центр морских спецопераций.

## Командиры формирования

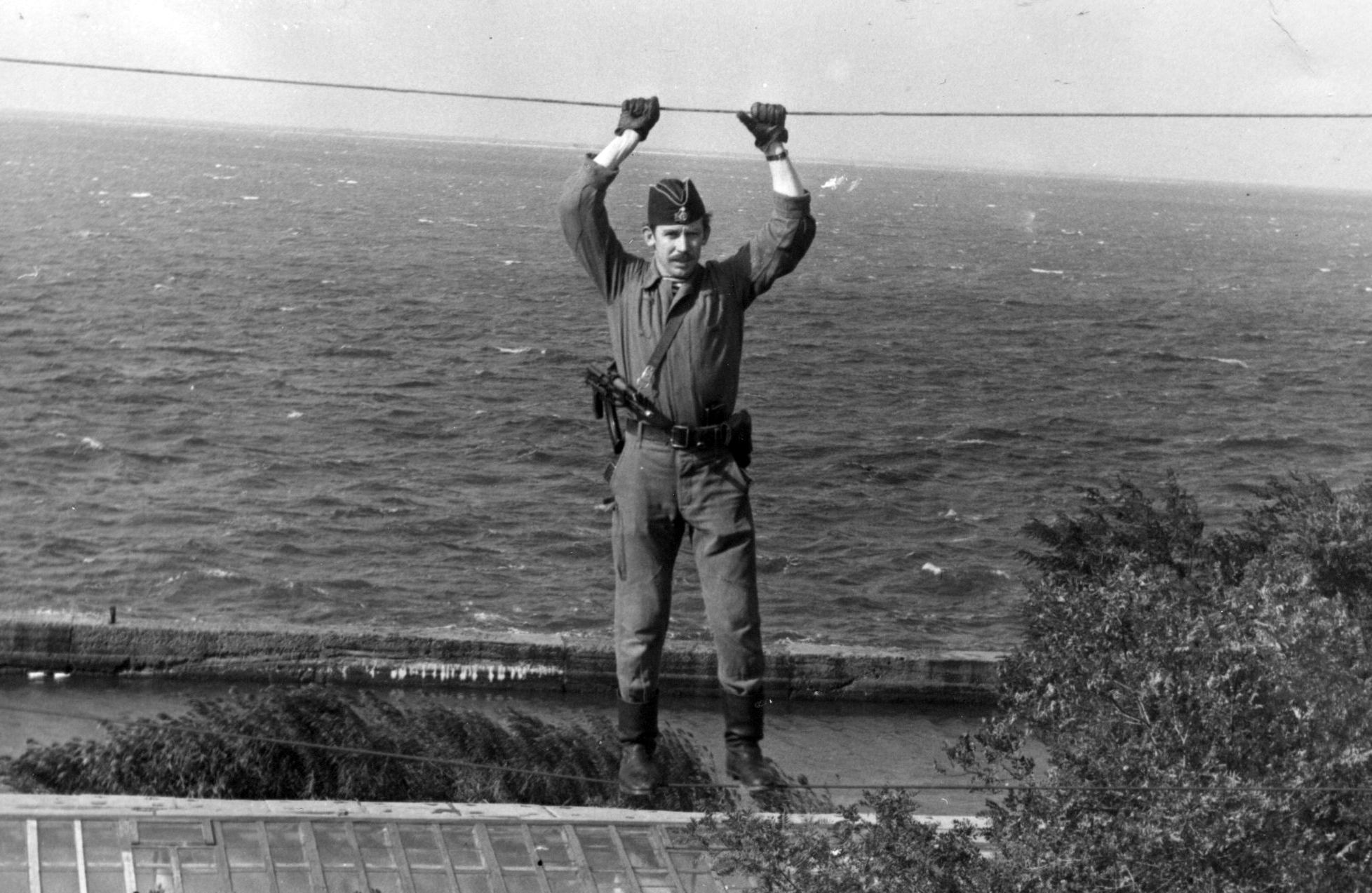
Капитан 1-го ранга Карпенко А. Л.

Командиры 6-го морского разведывательного пункта:
- капитан 1-го ранга Яковлев Евгений Дмитриевич — 1953—1957;
- капитан 2-го ранга Алексеев Иван Онуфриевич — 1957—1968.

Командиры 17-й отдельной бригады:
- капитан 1-го ранга Алексеев Иван Онуфриевич — 1968—1972;
- капитан 2-го ранга Попов Б. А. — 1973—1974;
- капитан 1-го ранга Крыжановский В. И. — 1974—1977;
- капитан 1-го ранга Кочетыгов В. С. — 1977—1983;
- капитан 1-го ранга Ларин Виктор Семёнович — 1983—1988;
- Капитан 1-го ранга Карпенко Анатолий Леонидович — 1988—1992.